# حافظه غیرفرار
حافظه غیر فرار (به انگلیسی: Non-volatile memory) (اختصاری NVM) حافظه‌ای است که اطلاعات آن با قطع شدن برق از بین نرود و بتواند اطلاعات را در حالت نبود برق هم حفظ کند. از انواع حافظه‌های غیر فرار می‌توان به حافظه فقط خواندنی، حافظه فلش، اف‌رم، انواع دستگاه‌های ذخیره‌سازی مغناطیسی مانند دیسک سخت، فلاپی دیسک، نوار مغناطیسی، دیسک نوری، و انواع اولیه رسانه‌های ذخیره‌سازی مانند کارت پانچ و نوار پانچ اشاره کرد. حافظه‌های غیرفرار معمولاً به عنوان حافظه ثانویه و برای ذخیره کردن طولانی مدت داده‌ها استفاده می‌شوند. پر استفاده‌ترین حافظه اولیهای که امروزه استفاده می‌شود، حافظه با دسترسی تصادفی (به انگلیسی: Random access memory) نام دارد که یک حافظه فرار است. به این معنی که وقتی که رایانه خاموش می‌شود، هر چیزی که در داخل آن ذخیره شده از بین می‌رود. متأسفانه اکثر حافظه‌های غیرفرار محدودیت‌هایی دارند که آن‌ها را برای استفاده به عنوان حافظه اولیه و اصلی نامناسب کرده‌است. معمولاً حافظه‌های غیرفرار یا قیمت بالایی دارند یا اینکه نسبت به حافظه با دسترسی تصادفی فرار از کارایی پایینتری برخوردارند. چندین شرکت در حال کار بر روی نوعی حافظه غیرفرار هستند که سرعت آن‌ها قابل مقایسه با RAM باشد.
چندین شرکت روی توسعه دادن حافظهٔ غیرفرار سیستم‌ها درمقایسه باسرعت و ظرفیت حافظهٔ فرار کار می‌کنند.IBMبه‌طور رایج در حال توسعه دادنM-RAM (رم‌های مغناطیسی)(به انگلیسی: magnetore sistive)است. نه تنها این تکنولوژی می‌تواند انرژی را ذخیره کند بلکه می‌تواند به کامپیوترها این اجازه را بدهد که به سرعت روشن و خاموش شوند درحالی که متوقف باشند با روشن و خاموش کردن آهستهٔ زودگذر از روی ترتیب. به علاوهram tron بین‌المللی در حال توسعه، پردازش و پروانه دادنرم‌های فروالکتریک(F-RAM) (به انگلیسی: ferroelectric ram)است. یک تکنولوژی که ویژگی‌های مشخصی شامل تحمل کردن فشار زیاد (زیاده روی ۱۶^۱۰برای 3.3Vدستگاه‌ها) مصرف بسیارکم انرژی (از وقتی کهF-RAMهامثل بقیهٔ حافظه‌های غیرفرار نیاز به شارژ شدن ندارند) سرعت تک چرخه نوشتن و تحمل تابش گاما را از امکانات بقیهٔ حافظه‌های غیرفرار گرفته‌است.
از دیگر شرکت‌هایی کهF-RAM تولیدکرده‌اند و تحت لیسانس این تکنولوژی قرارگرفته‌اند شامل روهم, تگزاس اینسترومنتس و فوجیتسو هستند.